# Don't Believe in Love
Singles de Dido
Look No Further Everything To Lose
Pistes de Safe Trip Home
Quiet Times
Don't Believe In Love est l'unique single de l'album Safe Trip Home de Dido. La chanson a été dévoilée à la radio le 1er septembre 2008. La sortie étant prévue pour fin octobre, elle a toutefois été avancée en Italie et en Espagne où le single s'est retrouvé n°1 sur itunes sans aucune promotion.

## Clip vidéo
La vidéo illustrant la chanson a été tournée dans un ranch près de Los Angeles par le duo de producteurs AlexandLiane. La première a eu lieu sur YouTube le 30 octobre 2008.
Le clip a également été offert sur itunes durant toute la journée du samedi 3 janvier 2009.

## Grammy Awards
Le remix de Dennis Ferrer intitulé Dennis Ferrer Objektivity Mix a été nommé dans la catégorie meilleur remix (non classique) dans la 52e édition des Grammy Awards de 2010.

## Liste des pistes
1. Don't Believe in Love (Dido Armstrong, Rollo Armstrong, Jon Brion)
2. Look No Further (Dido Armstrong, Rollo Armstrong, Jon Brion)

## Live
- Virgin Radio -  Le 17/20 - Bruno Guillon & Camille Combal, le mercredi 22 octobre 2008
- Live with Regis and Kelly, le vendredi 7 novembre
- The Tonight Show avec Jay Leno, le lundi 10 novembre
- Radio californienne Alice - The Alice Lounge, le mercredi 12 novembre
- The Ellen DeGeneres Show, le mercredi 12 novembre
- Chérie FM, le jeudi 20 novembre
- TV Total, le mardi 25 novembre
- Europe 1 - On connaît la musique, le samedi 6 décembre
- Rai Due - Quelli che il calcio, le dimanche 14 décembre
- Radio RFM - diffusé le mardi 30 décembre (mais enregistré en novembre)

## Classements Mondiaux
| Pays                 | Meilleure Position |
| -------------------- | ------------------ |
| Australie            | 42                 |
| Autriche             | 29                 |
| Belgique (flamande)  | 45                 |
| Belgique (française) | 14                 |
| Canada               | 66                 |
| Pays-Bas             | 83                 |
| Grèce                | 4                  |
| Israël               | 6                  |
| Italie               | 2                  |
| Japon                | 20                 |
| Portugal             | 1                  |
| Suisse               | 16                 |
| Turquie              | 4                  |
| Royaume-Uni          | 54                 |

## Crédits
- Dido : voix, claviers
- Jon Brion : production, orchestration, claviers, guitare, guitare basse, cordes.
- Matt Chamberlain : batterie
- Leny Castro : Percussion